# Gwadelupa (wyspy)

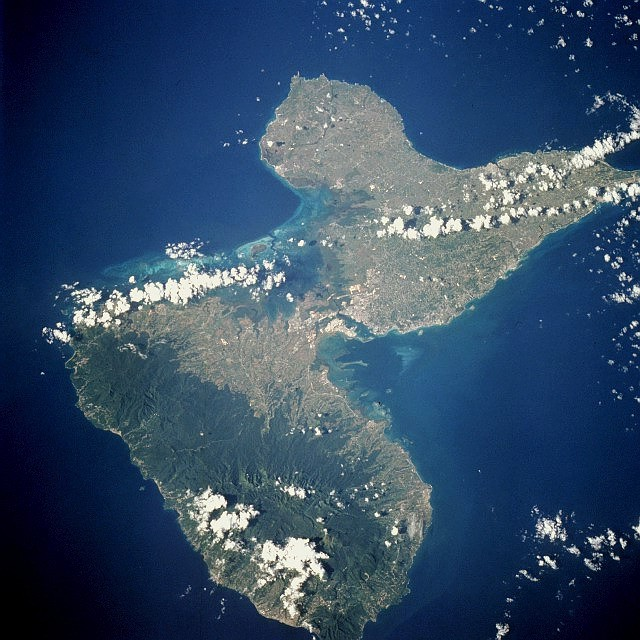
Zdjęcie satelitarne wyspy

Gwadelupa (fr. île de la Guadeloupe) – grupa wysp w archipelagu Małych Antyli w Ameryce Środkowej, wchodząca w skład departamentu zamorskiego Francji również noszącego nazwę Gwadelupa.
Gwadelupa ma powierzchnię 1438 km² i składa się z dwóch wysp oddzielonych wąską na 30–120 m cieśniną Rivière Salée. Zachodnia wyspa to górzysta Basse-Terre, a wschodnia – nizinna Grande-Terre. Basse-Terre jest pochodzenia wulkanicznego, a jej najwyższym wzniesieniem jest czynny wulkan Soufrière (1467 m).
Największymi miastami Gwadelupy są: Les Abymes, Baie-Mahault, Le Gosier, Petit-Bourg i Sainte-Anne. Znajduje się tu również stolica całego terytorium Basse-Terre.